# Славомір Пешко
Славомір Конрад Пешко (пол. Sławomir Konrad Peszko, нар. 19 лютого 1985, Ясло) — польський футболіст, правий атакувальний півзахисник «Лехія».
Насамперед відомий виступами за клуби «Вісла» (Плоцьк) та «Лех», а також національну збірну Польщі.

## Клубна кар'єра
Вихованець футбольної школи плоцького клубу «Орлен».
У дорослому футболі дебютував 2002 року виступами за команду клубу «Вісла» (Плоцьк), в якій провів шість сезонів, взявши участь у 143 матчах чемпіонату. Більшість часу, проведеного у складі плоцької «Вісли», був основним гравцем команди.
Своєю грою за цю команду привернув увагу представників тренерського штабу клубу «Лех», до складу якого приєднався 2008 року. Відіграв за команду з Познані наступні три сезони своєї ігрової кар'єри. Граючи у складі «Леха» також здебільшого виходив на поле в основному складі команди.
До складу німецького «Кельна» приєднався на умовах оренди 2011 року.

## Виступи за збірну
2008 року дебютував в офіційних матчах у складі національної збірної Польщі. Наразі провів у формі головної команди країни 24 матчі, забивши 1 гол.

## Титули і досягнення
- Чемпіон Польщі (1):

«Лех»: 2009-10
- Володар Кубка Польщі (2):

«Вісла» (Плоцьк): 2005-06
«Лех»: 2008-09
- Володар Суперкубка Польщі (3):

«Вісла» (Плоцьк): 2006
«Лех»: 2009
«Лехія» (Гданськ): 2019